# Marcus Valerius Messalla Appianus (consul en -12)
Marcus Valerius Messalla Appianus est un sénateur et un homme politique de l'Empire romain. Il est consul en 12 av. J.-C..

## Famille
Il est le fils de Appius Claudius Pulcher, consul en 38 av. J.-C., et de son épouse au nom inconnu. Il est adopté par Marcus Valerius Messalla, consul suffect en 32 av. J.-C..
Il est marié avant l'an 14 av. J.-C. avec Claudia Marcella Minor, la fille de Caius Claudius Marcellus et d'Octavie la Jeune, ainsi que nièce d'Auguste. De ce mariage naîtront deux enfants; une fille Claudia Pulchar, épouse du général Varus, et un fils Marcus Valerius Messalla Barbatus.

## Biographie
Né vers 45 av. J.-C., il est consul ordinaire en 12 av. J.-C. avec pour collègue Publius Sulpicius Quirinius. Il décède cependant durant son mandat au début du mois de mars, Caius Valgius Rufus le remplace comme consul suffect le 6 mars.